# Phú Thọ (provincie)
Phú Thọ is een provincie van Vietnam.
Phú Thọ telt 1.261.500 inwoners op een oppervlakte van 3465 km².

## Districten
Phú Thọ is onderverdeeld in twee steden (Việt Trì en Phú Thọ) en 11 districten:
- Cẩm Khê
- Đoan Hùng
- Hạ Hòa
- Lâm Thao
- Phù Ninh
- Tam Nông
- Tân Sơn
- Thanh Ba
- Thanh Sơn
- Thanh Thủy
- Yên Lập